# Дудрович Іван Іванович
Іван Іванович Дудрович (1782 – 1843) – виконувач обов'язків  директора Рішел’євського ліцею, статський радник.

## Біографія
І. І. Дудрович народився у 1782 році.
В 1815 році закінчив повний курс Харківського університету зі ступенем кандидата.
З 1819 року працював спочатку професором по кафедрі російської  і латинської словесності, а потім – професором філософії Рішельєвського ліцею.. Працював у ліцеї до 1839 року.
В 1825 – 1826, 1829  – 1830,  1831 – 1832 роках виконував обов’язки директора ліцею і керівника педагогічного інституту.  У 1826 – 1827 роках був вченим секретарем ліцею.
В подальшому був старшим членом Одеського цензурного комітету.
Помер 15 серпня 1843 року в Одесі.

## Родина
- Брат: Дудрович  Андрій Іванович – доктор філософії, ординарний професор, ректор Харківського університету.

## Нагороди
- Орден Св. Анни 3 ст